# سیارک ۵۴۸۴
سیارک ۵۴۸۴ (به انگلیسی: 5484 Inoda، نامگذاری:1990VH1) پنج هزار و چهارصد و هشتاد و چهارمین سیارک کشف شده‌است که در ۷ نوامبر ۱۹۹۰ کشف شد.
قدر مطلق سیارک برابر ۱۲٫۶۰ است.